# 昆德拉溫斯科耶湖
54°51′01″N 60°13′57″E / 54.85028°N 60.23250°E
昆德拉溫斯科耶湖（俄语：Кундравинское озеро），是俄羅斯的湖泊，位於該國西南部車里雅賓斯克州，由切巴爾庫爾區負責管轄，面積7.6平方公里，海拔高度371米，平均水深3.5米，最大水深7米。